# 아로우지 지 올리베이라
아로우지 지 올리베이라(Arolde de Oliveira, 1937년 3월 11일 ~ 2020년 10월 21일)는 브라질의 군인 · 정치인이다. 하원의원으로 9번, 상원의원으로 1번의 임기를 지냈다.
2016년 지우마 호세프 대통령 탄핵에 찬성 투표했다. 독실한 침례교 신자로 반공주의적이었으며 동성 결혼에 강하게 반대했다.
2020년 코로나19 범유행 중에는 사회적 격리가 무의미하다고 주장했으며 자이르 보우소나루 대통령과 마찬가지로 클로로퀸을 치료제로 사용하는 것을 옹호했다. 그 해 10월 21일 리우데자네이루의 사마리타노 병원(Hospital Samaritano)에서 코로나19 합병증으로 사망하였다.